# Zorzines albicilia
Zorzines albicilia là một loài bướm đêm trong họ Noctuidae.